# 皮翁比诺
皮翁比诺（義大利語：Piombino）是意大利利佛诺省的一个市镇。总面积129平方公里，人口34921人，人口密度270.7人/平方公里（2009年）。ISTAT代码为049012。从古代起就是重要的贸易中心，附近有艾特鲁利亚人的港口波普洛尼亚。中世纪为比萨共和国的重要港口。